# Libyachromis
Libyachromis è un genere estinto di pesci ossei appartenente alla famiglia Cichlidae, descritto a partire da resti fossili provenienti da depositi d'acqua dolce dell'Oligocene in Libia. Comprende una sola specie nota, Libyachromis fugacior.

## Descrizione
Libyachromis fugacior si caratterizza per la presenza di due ossa predorsali, una pinna dorsale con 12–14 spine e 9–12 raggi molli, un numero di vertebre compreso tra 24 e 28, scaglie cicloidi distribuite sul corpo e sulla testa comprese le guance, e denti unicuspidati presenti sulle mascelle, sia lungo il margine orale che faringei.

## Località tipo e età
I fossili di Libyachromis fugacior provengono da depositi oligocenici d'acqua dolce situati in Libia. La specie è stata descritta per la prima volta nel 2021. 
Le caratteristiche di Libyachromis collocano il genere all'interno della famiglia dei ciclidi, come sister group della maggior parte dei membri della sottofamiglia Pseudocrenilabrinae, probabilmente vicino a Heterochromis.